# Apanteles menezesi
Apanteles menezesi är en stekelart som beskrevs av De Santis och Del Carmen Redolfi 1976. Apanteles menezesi ingår i släktet Apanteles och familjen bracksteklar. Inga underarter finns listade i Catalogue of Life.